# Zelking-Matzleinsdorf
Zelking-Matzleinsdorf é um município da Áustria localizado no distrito de Melk, no estado de Baixa Áustria.

## Geografia
Zelking-Matzleinsdorf ocupa uma área de 21,16 km². 34,78 por centos da superfície são arborizados.

### Subdivisões
Os Katastralgemeinden chamam-se Bergern-Maierhofen, Frainingau, Mannersdorf bei Zelking, Matzleinsdorf e Zelking.

## Política
O burgomestre da freguesia chama-se Gerhard Bürg (ÖVP).

### Conselho Municipial
- ÖVP 13
- SPÖ 6

## População
No ano de 2001, o município tinha 1234 habitantes.